# Orlando Costa
Pour les articles homonymes, voir Orlando et Costa.
Orlando dos Santos Costa, né le 26 février 1981, est un joueur de football brésilien. Il occupe le poste d'attaquant ou d'ailier gauche.

## Clubs
- 2004 :  Caxias Futebol Clube
- 2004-jan.2010 :  Royal Charleroi Sporting Club
- jan.2010-2010 :  KRC Genk (prêt)
- 2010-2011 :  Royal Charleroi Sporting Club
- 2011 :  Panthrakikos Football Club (prêt)
- 2011-2012 :  Sampaio Corrêa Futebol Clube